# الحرية (حمص)
الحرية قرية سوريّة تتبع إداريّاً لمحافظة حمص منطقة حمص ناحية حمص، بلغ تعداد سكانها 1,396 نسمة حسب التعداد السكاني لعام 2004.